# Exeggutor
Exeggutor (japanski: ナッシー Nasshī) jedan je od 1025 fiktivnih vrsta Pokémona iz medijske franšize Pokémon, skupa Pokémon videoigara, animiranih serija, manga stripova, knjiga, igraćih karata i drugih medija kojima je tvorac Satoshi Tajiri. Svrha je Exeggutora u videoigrama, animiranoj seriji i manga stripovima, kao i svrha ostalih Pokémona, borba s divljim Pokémonima – neukroćenim stvorenjima koje igrači i likovi pronalaze dok kreću na razne avanture – i pripitomljenim Pokémonima drugih Pokémon trenera.

## Etimologijaimena
Exeggutorovo ime kombinacija je engleskih riječi "egg" = jaje, i "executor" = izvršitelj. Doduše, naglasak njegova imena je na drugom slogu (za razliku od riječi "executor").

## Pokédex podaci
- Pokémon Red/Blue: Postoji mit koji kaže kako katkad jedna od njegovih glava otpadne i nastavlja svoj život kao Exeggcute.
- Pokémon Yellow: Njegovo je glasanje veoma bučno. To je zbog toga što svaka glava razmišlja i priča neovisno o drugima.
- Pokémon Gold: Njegove glave razmišljaju neovisno jedna o drugoj. Ipak, prijateljski su raspoložene i nikada se međusobno ne svađaju.
- Pokémon Silver: Ako jedna od glava otpadne, otpušta telepatske pozive u potrazi za ostalima kako bi zajedno stvorili skupinu Exeggcutea.
- Pokémon Crystal: Život u dobrim uvjetima rezultira izrastanjem brojnih glava. Glava koja iz nekog razloga otpadne nastavlja svoj život kao Exegccute.
- Pokémon Ruby/Sapphire: Exeggutor prvotno potječe iz tropskih krajeva. Njegove glave rastu sve veće pri izlaganju snažnoj sunčevoj svjetlosti. Kažu da ako jedna od glava otpadne, ona stvara novu skupinu Exeggcutea s ostalim glavama.
- Pokémon Emerald: Prvotno potječe iz tropskih krajeva. Exeggutorove glave rastu pri izlaganju snažnoj sunčevoj svjetlosti. Kažu da ako jedna od glava otpadne, stvorit će novu skupinu Exeggcutea.
- Pokémon FireRed: Nazivaju ga "Hodajućom tropskom šumom". Svaka od kokosovih glava ima vlastito lice i osobnost.
- Pokémon LeafGreen: Postoji mit koji kaže kako katkad jedna od njegovih glava otpadne i nastavlja svoj život kao Exeggcute.
- Pokémon Diamond/Pearl: Nazivaju ga još i "Hodajućom džunglom". Ako jedna od glava postane prevelika, ona otpada i postaje Exeggcute.

## U videoigrama
Jedini način dobivanja Exeggutora jest izlaganje Exeggcuta svjetlosti Lisnatog kamena. Isto tako, može ga se oteti u Pokémon XD:Gale of Darkness od Grand Mastera Greevila. Kao i mnogi drugi Pokémoni koji se razvijaju pomoću Kamenja, Exeggutor više neće učiti napade koje je mogao naučiti kao Exeggcute.

## Tehnike
| Prirodne tehnike           | Prirodne tehnike | Prirodne tehnike |
| -------------------------- | ---------------- | ---------------- |
| Tehnika                    | Vrsta tehnike    | Razina           |
| Sjemena bomba (Seed Bomb)  | Travnati         |                  |
| Zbunjivanje (Confusion)    | Psihički         |                  |
| Baražna paljba (Barrage)   | Normalni         |                  |
| Hipnoza (Hypnosis)         | Psihički         |                  |
| Topot (Stomp)              | Normalni         | 17               |
| Jajolika bomba (Egg Bomb)  | Normalni         | 27               |
| Drveni čekić (Wood Hammer) | Travnati         | 37               |
| Lisnata oluja (Leaf Storm) | Travnati         | 47               |

## Statistike
| HP:      | 95  |  |
| Attack:  | 95  |  |
| Defense: | 85  |  |
| Special: | 125 |  |
| SpAtk:   | 125 |  |
| SpDef:   | 65  |  |
| Speed:   | 55  |  |

Statistika Special korištena je samo tijekom prve generacije; kasnije je podijeljenja na Special Attack i Special Defense statistike.

## U animiranoj seriji
Exeggutor se prvi put pojavio u 45. epizodi. Mađioničar Melvin uz Ashovu pomoć je uhvatio veliki broj Exeggutora da bi mogao hipnotizirati ljude da gledaju njegove mađioničarske točke. 
U Pokémon ligi, prvi Ashov protivnik koristi Exeggutora. Ash je pobijedio Exeggutora sa svojim Krabbyjem koji se nakon te borbe razvio u Kinglera.